# Municipio de Ixhuatlán del Sureste
El municipio de Ixhuatlán del Sureste es uno de los 212 municipios del estado mexicano de Veracruz, se encuentra ubicado en la zona sureste del estado en la región Olmeca. Cabecera de la población de Ixhuatlán del Sureste. Es parte de la Zona metropolitana de Coatzacoalcos.

## Geografía
El municipio de Ixhuatlán del Sureste se encuentra localizado en el sureste del estado de Veracruz y en la cuenca del río Coatzacoalcos. Tiene una extensión territorial de 157.219 kilómetros cuadrados y sus coordenadas geográficas extremas son 17° 54' - 18° 04' de latitud norte y 94° 19' - 94° 28' de longitud oeste. Su altitud fluctúa entre 10 y 100 metros sobre el nivel del mar.
Limita al noroeste con el municipio de Cosoleacaque, al norte con el municipio de Nanchital de Lázaro Cárdenas del Río y el municipio de Coatzacoalcos, al este con el municipio de Moloacán y al sur y al oeste con el municipio de Minatitlán.

## Demografía
De acuerdo al Censo de Población y Vivienda, realizado en 2010 por el Instituto Nacional de Estadística y Geografía, el municipio posee una población de 14 903 habitantes, de los que 7 361 son hombres y 7 542 son mujeres.

### Localidades
El municipio tiene un total de 92 localidades. Las principales localidades y su población en 2010 son las siguientes:
| Localidad             | Población |
| Total Municipio       | 14 903    |
| Ixhuatlán del Sureste | 10 149    |
| El Chapo              | 805       |
| El Túnel              | 767       |
| Las Águilas           | 543       |
| Coyolar               | 394       |
| Barragantitlán        | 249       |